# Marcel Poblome
Marcel Poblome est un footballeur français, né le 1er février 1921  à Tourcoing (Nord) et mort le 17 juillet 2009 à Gorcy (Meurthe-et-Moselle).

## Biographie
Formé à l'US Tourcoing, ce joueur évoluait au poste d'avant-centre. Il a joué à Roubaix, Nancy, à Toulouse et Monaco. Il avait la réputation d'être un spécialiste des coups de pied arrêtés, tout comme son illustre successeur nancéien, Michel Platini.
Il a marqué deux buts en finale de Coupe de France 1944. Il était surnommé « Tête d'Or ».
Marcel POBLOME est l'auteur du livre autobiographique "Mon Garçon footballeur - Min Garchon footballeu", (1991 - Les Editions du Bastion),  préface de Raymond KOPA et avant-propos de Jacques GEORGES, Président de l'UEFA.
Il s'est éteint le 17 juillet 2009 à Gorcy (Meurthe-et-Moselle) à l'âge de 88 ans.

## Carrière de joueur
- 1942-1943 : Excelsior AC Roubaix
- 1943-1944 : É.F. Nancy-Lorraine
- 1944-1945 : Excelsior AC Roubaix
- 1945-1948 : FC Nancy
- 1948-1950 : Toulouse FC (25 matches et 11 buts en division 1)
- 1950-1951 : AS Monaco (28 matches et 11 buts en division 2)
- 1951-1952 : US Le Mans (31 matches et 13 buts en division 2)

## Palmarès
- Vainqueur de la Coupe de France 1944 avec l'É.F. Nancy-Lorraine
- Champion de France D2 en 1946 avec le FC Nancy